# Мужинко
Мужинко (пол. Murzynko, нім. Klein Morin) — село в Польщі, у гміні Ґневково Іновроцлавського повіту Куявсько-Поморського воєводства.
Населення — 242 особи (2011).
У 1975-1998 роках село належало до Бидгощського воєводства.

## Демографія
Демографічна структура станом на 31 березня 2011 року:
|          | Загалом | Допрацездатний вік | Працездатний вік | Постпрацездатний вік |
| -------- | ------- | ------------------ | ---------------- | -------------------- |
| Чоловіки | 127     | 31                 | 81               | 15                   |
| Жінки    | 115     | 22                 | 70               | 23                   |
| Разом    | 242     | 53                 | 151              | 38                   |